# 아부라히촌
아부라히촌(油日村)은 시가현 고카군에 설치되었던 촌이다.